# 시스로
시스로(cicero /ˈsɪsəroʊ/)는 프랑스와 유럽 각국에서 사용하는 타이포그래피 길이 단위의 하나로 프랑수아 앙브루아즈 디도가 1780년 경에 창안하였다.
이것은 프랑스 전통 인치의 1/6로 정의되며 이는 12 포인트로 다시 세분되는데 영어권에서는 이를 프랑스식 포인트(French points) 혹은 디도의 포인트(Didot point)라고 부른다.
따라서 이는 영국의 파이카 단위와 유사하다. 단 프랑스의 인치가 영국의 인치보다 약간 더 크므로 약 1.061 시세로가 1 파이카에 해당한다.
1 시세로는 미터법으로 약 4.512 mm이다.

## 같이 보기
- 인치
- 파이카
- 포인트